# Shaul Mofaz
Shaul Mofaz (en hebreo: שאול מופז, en persa: شائول موفاز‎; Teherán, Irán en 1948) fue Ministro de Transporte de Israel, Vice primer ministro, y Ministro de Defensa. Fue también el decimosexto Jefe del Estado Mayor de las  Fuerzas de Defensa Israelíes, y el segundo israelí de origen mizrají en ocupar ese puesto.
Mofaz ha servido bajo el mando de cuatro Primeros Ministros de Israel distintos, habiendo sido nombrado jefe de Estado Mayor por el primer ministro Benjamín Netanyahu (1996-1999). En 1998 trabajó bajo el primer ministro Ehud Barak (1999-2001), luego fue designado como Ministro de Defensa en 2002 por el primer ministro Ariel Sharón (2001-2006), sirvió como Ministro de Transporte bajo el primer ministro Ehud Ólmert.

## Biografía
Nacido en Teherán (aunque sus padres eran oriundos de Isfahán), Mofaz llegó a Israel con sus padres en 1957. Al graduarse de la escuela secundaria se unió a las Fuerzas de Defensa Israelíes en 1966, y sirvió en la Brigada Paracaidista. Participó en la Guerra de los Seis Días, la guerra de Yom Kipur, la Guerra del Líbano de 1982 y en la Operación Entebbe, con los paracaidistas y el Sayeret Matkal, una unidad de elite de las fuerzas especiales.
Mofaz fue entonces nombrado como comandante de la brigada de infantería de la guerra del Líbano de 1982. Posteriormente asistió al US Marine Corps Command and Staff College en Quantico, Virginia. A su regreso, fue nombrado brevemente Comandante de la Escuela de Oficiales, antes de volver al servicio activo como comandante de la Brigada Paracaidistas en 1986.
Shaul Mofaz sirvió en una serie de altos puestos militares, siendo ascendido al rango de General de Brigada en 1988. En 1993 se le hizo comandante de las fuerzas en Cisjordania. En 1994 fue ascendido a General de División, comandando los Cuerpos Armados del Sur. Su rápido ascenso continuó, Mofaz fue nombrado en 1997 Jefe Adjunto del Estado Mayor General, y en 1998 fue nombrado Jefe del Estado Mayor General.

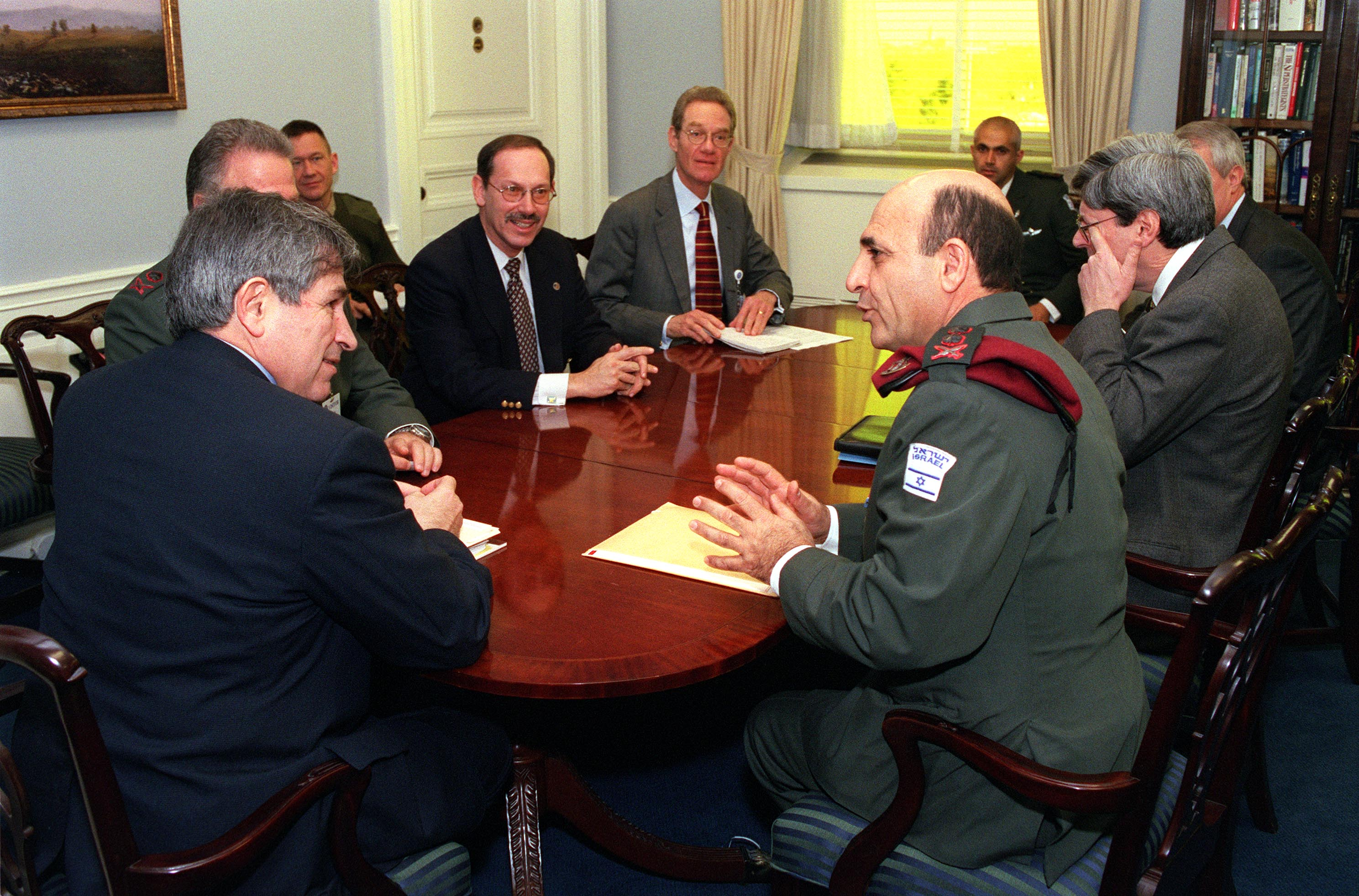
El jefe de Estado Mayor General Shaul Mofaz (a la derecha en primer plano), en una reunión con el Secretario Adjunto de Defensa Paul Wolfowitz (a la izquierda), y otros altos funcionarios del Departamento de Defensa en el Pentágono.

Su período como Jefe del Estado Mayor destacó por las reformas financieras y estructurales del ejército israelí. Pero el acontecimiento más importante en el ejercicio de su cargo fue el estallido de la Segunda Intifada. Las duras tácticas emprendidas por Mofaz fueron motivo de preocupación generalizada de la comunidad internacional, pero recibieron un amplio apoyo de la opinión pública israelí. Estalló la controversia sobre la ofensiva en Yenín, las incursiones intermitentes en la Franja de Gaza, y el continuo aislamiento de Yasir Arafat.
Mofaz previó la ola de violencia que se avecinaba ya en 1999, y se preparó para la posterior guerra de guerrillas en sus territorios. Ubicó puestos fortificados en la Franja de Gaza y, debido a la anticipación de tácticas para conflictos urbanos, y el uso inteligente de las topadoras (bulldozers), logró mantener las bajas de la Fuerza de Defensa de Israel controladas. Sin embargo, fue criticado por grupos de izquierda debido a los métodos que había empleado (como las demoliciones de casas).

### Carrera política
A raíz de una crisis de gobierno en 2002, Shaul Mofaz fue motivo de polémica al ser nombrado Ministro de Defensa de Ariel Sharón. A pesar de su apoyo a un acuerdo con los palestinos, estaba decidido a "liquidar" a Yaser Arafat, y no estaba dispuesto a hacer concesiones en la guerra contra grupos terroristas como Hamás, Yihad Islámica y Brigadas de los Mártires de Al-Aqsa.
El hecho de que acababa de dejar su cargo como jefe de Estado Mayor le impidió participar en las elecciones de 2003. No obstante, Sharon lo volvió a nombrar ministro de Defensa en el nuevo gobierno. Para entonces Mofaz ya se había afiliado al Likud de Sharon.
El 21 de noviembre de 2005, Mofaz rechazó la invitación de Sharon para unirse a su nuevo partido, Kadima, y en su lugar anunció su candidatura para el liderazgo del Likud. Pero, el 11 de diciembre de 2005 se retiró de la carrera por el liderazgo y del Likud para unirse a Kadima.
Después de las elecciones a fines de marzo de 2006, fue retirado del cargo de Ministro de Defensa, y recibió el Ministerio de Transporte en el nuevo gabinete instalado el 4 de mayo de 2006.
En 2008, con el primer ministro Ehud Ólmert presionado para dimitir por las acusaciones de corrupción, Mofaz anunció que competiría por el liderazgo de Kadima. El 17 de septiembre perdió en las elecciones primarias del partido contra la entonces Ministra de Exteriores Tzipi Livni por un estrecho margen de 431 votos, un resultado mucho mejor para él de lo que las encuestas anunciaban.
En 2012 Shaul Mofaz se presentará como candidato a primer ministro de Israel apoyado por el partido Kadima.